# Torre de Miguel Sesmero
Torre de Miguel Sesmero és un municipi de la província de Badajoz, a la comunitat autònoma d'Extremadura.

## Història
L'origen de La Torre podria ser cèltica, rebent el nom de Saluxtogi fa uns 2.600 anys. Després va tenir un assentament romà donant origen a altre nom: Turrilux. Les històries conten que el nom del poble es deu a una torre construïda per a la defensa del poble en les guerres contra Portugal, que, posteriorment a aquests conflictes, el poble va quedar despoblat. També diuen que en l'època medieval, Miguel Pico va trobar un tresor en les terres del poble, i atès que era sexmero (repartidor de terres), li van posar el seu nom en el seu honor i el poble va tenir una repoblació.
En 1531 solament tenia 332 habitants. Així mateix, es relaciona l'origen del seu nom a una torrassa situada entre les cases del poble, a la vora de la plaça major, que hagué de ser part d'una fortalesa que va ser demolida entorn de 1841. Anteriorment s'anomenava Torre de Almendral, ja que depenia d'aquest poble veí. I els va dur a una contesa en el segle vii de la qual es posseïx poca documentació referent a aquest fet. La seva fundació fou en el segle xiv, potser el 1392 i és aquí quan se li dona el nom de La Torre. S'han trobat documents que confirmen que les terres de Torre de Miguel Sesmero eren del Bisbe de Badajoz.
Entre setembre i octubre de 1643, les tropes portugueses, al comandament del Duc d'Obidos, volien assetjar Badajoz, però al desistir en la seva obstinació va decidir arrasar alguns pobles de la frontera, entre els quals es troba Torre de Miguel Sesmero, aconseguint un estat de por a tota la zona que va fer que molts vilatjans abandonessin el poble i els del voltant. La condició de Vila es va adjudicar el 1635 mitjançant pagament d'11.000 ducats a Felip IV.